# 志発水道

北方地域周辺における志発水道の位置

志発水道（しぼつすいどう、ロシア語名:ヴォエイコヴァ海峡 (Проли́в Воейкова)）は、歯舞群島の志発島と勇留島を隔てる幅約2kmの海峡（水道）である。
ロシア語名は、ロシア帝国（当時）の著名な地理学者であり気候学者であるアレクサンドル・ヴォエイコフ（1842年 - 1916年）にちなんで名付けられた。